# Ka'ala

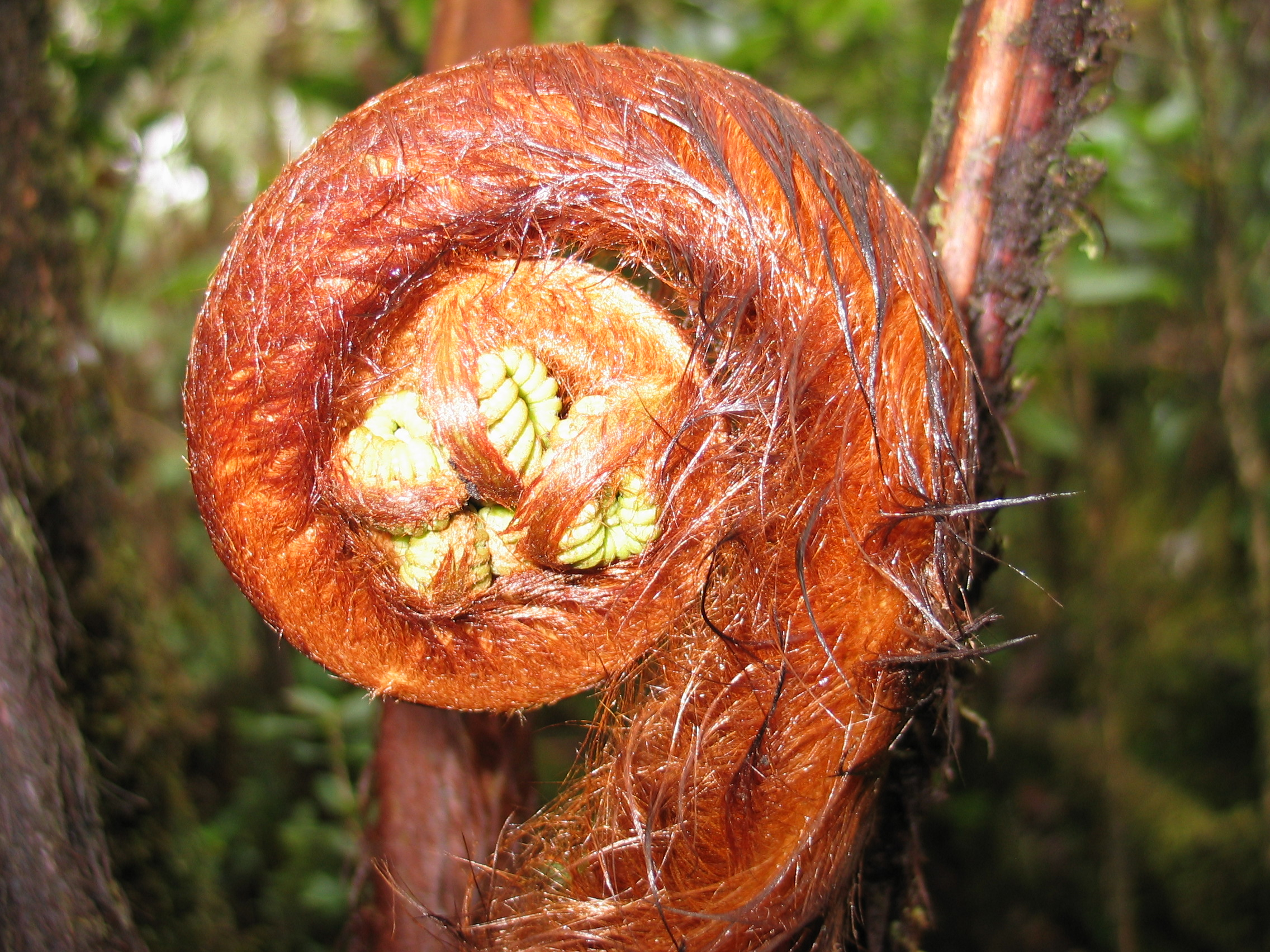
Hāpu'u'i'i, helecho arborescente hawaiano (Cibotium menziesii) en el Monte Ka'ala, O'ahu. Es endémica de las islas hawaianas y las frondas desenrolladas (violines) se comen hervidas. El núcleo de almidón de los helechos se utilizaba como alimento para cerdos.

Ka'ala o Monte Ka'ala (pronunciado [kəʔɐlə] en hawaiano) es la montaña más alta de la isla de Oahu, a 4.025 pies (1.277 m). Forma parte de la Cordillera Waianae, un volcán de escudo erosionado que se encuentra en el lado oeste de la isla. Las FAA mantienen una estación de seguimiento activa en la cumbre, que está cerrada al público en general y asegurada por el ejército de los EE. UU. que está estacionado justo en la base de la montaña, en Schofield Barracks. La estación de seguimiento se puede ver claramente desde lejos como una estructura en forma de cúpula blanca.